# Elitecad
Elitecad ist ein CAD-Programm der Firma Xeometric, das als Branchenlösung für Architektur sowie Maschinenbau und Anlagenbau verfügbar ist.

## Funktionalität
Elitecad AR ist eine modellorientierte 3D-CAD-Software für die Planung von Gebäuden, von denen Pläne in diversen Darstellungen bis zum fotorealistischen Rendering und Massenauszüge generiert werden. Das 3D-Gebäude ist aus parametrisierten Objekten (Wände, Türen, Fenster, Dächer etc.) aufgebaut und kann in beliebigen Ansichten definiert und modifiziert werden. Für Ergänzungen in Plänen oder für die Ausarbeitung von Details ist weitreichende 2D-Funktionalität verfügbar. Neben der CAD-Grundfunktionalität existieren Zusatzmodule für Kanalisation und Geländemodellierung. Elitecad AR ist IFC 2x3 Stufe 2 zertifiziert.
Es gibt zusätzliche Module, die Funktionen wie Rohrleitungsbau, Gelände, Maschinenelemente und Normteile bieten. Im Gegensatz zu Elitecad AR verwendet Elitecad ME den 3D-ACIS-Modeler und existiert auch als reine 2D-Version.

## Anwendung
Elitecad AR wird vor allem in der Architektur, Innenarchitektur, Geländeplanung und im Baunebengewerbe als Standard-CAD-System eingesetzt. Elitecad AR findet Anwendung als Planungswerkzeug für die dreidimensionale Planung von Gebäuden, Siedlungen, Überbauungen mit mehreren Baukörpern und beliebiger Anzahl von Geschossen. Das Einsatzgebiet erstreckt sich von Kleinprojekten wie Einfamilienhäusern, Bürogebäuden, öffentlichen Gebäuden und Hotels, bis hin zu Großprojekten wie Einkaufszentren, Krankenhäuser, Hochhäuser, Wohnanlagen, Flughäfen etc.
Die Hauptanwendungen von Elitecad ME liegen im Bereich des Maschinenbaues, Anlagenbau und Infrastrukturplanung. In der Kombination von
Anlagenbau und Geländebau gehört Elitecad zu den Branchenführern und wird unter anderem für die Planung von Seilbahnen, Liftanlagen und Förderanlagen in der Rohstoffgewinnung eingesetzt. Eine besondere Anwendung ist die Planung der RopeCon-Förderanlagen des österreichischen Seilbahnspezialisten Doppelmayr.

## Geschichte
Beim Engineering-Dienstleister HAN-Dataport wurde in den frühen 1980er Jahren damit begonnen, mit Hilfe der Computertechnologie interaktiv Zeichnungen zu erstellen. Die Vorgängersoftware CAD400 wurde international von vielen Unternehmen eingesetzt. Von CAD400 gab es mehrere Versionen, die auf den jeweiligen Anwendungsfall angepasst wurden. So wurden Versionen für Architektur, Haustechnik, Elektrotechnik, Maschinenbau und CAM entwickelt. In dieser Zeit entstand auch die Verbindung zur Roland Messerli AG (heute Messerli Informatik AG), die den Vertrieb der Software für die Schweiz durchführte.
Mit dem Aufkommen der 3D-Modeller in den frühen 1990er Jahren begann auch bei HAN-Dataport die Entwicklung eines 3D-Aufsatzes für CAD400. Parallel dazu startete die Neuentwicklung eines CAD-Kernes unter dem Namen Elite. Version 1.0 kam 1995 auf den Markt. Elite wurde ursprünglich unter UNIX entwickelt. Mit der Portierung auf Windows Ende der 1990er Jahre unterschied man zwischen EliteNT und EliteUX.
2001 wurden die CAD Aktivitäten von HAN-Dataport herausgelöst und an die Messerli Informatik GmbH verkauft. Mit dem Wechsel wurde die UNIX-Version eingestellt und EliteNT auf Elitecad umbenannt. Messerli Informatik fokussierte sich mit der Anwendung auf die Kernbereiche Architektur und Mechanik. Die anderen Bereiche wurden teilweise an Partner abgegeben oder eingestellt. Aus dieser Neuausrichtung entstanden die beiden Produktlinien Elitecad AR und Elitecad ME, deren Daten kompatibel sind.
2017 wurde die Firma Messerli Informatik GmbH auf Xeometric GmbH umbenannt.